# Seine-Maritime
Seine-Maritime (före 1955 Seine-Inférieure) är ett franskt departement i regionen Normandie. I den tidigare regionindelningen som gällde fram till 2015 tillhörde Seine-Maritime regionen Haute-Normandie. Huvudort är Rouen. Departementet har fått sitt namn efter floden Seine, som flyter i södra änden av området. Där ligger storstäderna Rouen och Le Havre. Resten av departementet domineras naturgeografiskt av kalkstensplatån Pays de Caux. Kusten mot Engelska kanalen kallas Alabasterkusten och domineras av branta kalkstensklippor och fiske/badorter, där Dieppe är störst.